# Marcelle Lender
Pour les articles homonymes, voir Lender.
Marcelle Lender, née Anne Marie Bastien à Nancy le 17 septembre 1861 et morte à Paris 17e le 27 septembre 1926, est une chanteuse et actrice, rendue célèbre par le peintre Henri de Toulouse-Lautrec qui l'a représentée dans plusieurs de ses œuvres.

## Théâtre
Elle débute au théâtre en se présentant spontanément à M. Chotel, alors directeur du Théâtre des Batignolles, qui lui propose un rôle qui se trouvait vacant à jouer le soir même de leur rencontre. Elle y reste sept ans.
Après un passage au théâtre du Gymnase pendant deux ans, elle s'engage au théâtre Michel à Saint Pétersbourg.
De retour à Paris en 1889, elle se produit dans de nombreux théâtres, des Variétés, du Palais Royal, des Nouveautés, de l'Ambigu, du Vaudeville.
Quelques exemples de pièces jouées:
- 1908 : Le Roi de Robert de Flers, Gaston Arman de Caillavet, Emmanuel Arène, Théâtre des Variétés
- 1913 :  L'Institut de Beauté, comédie en trois actes, d'Alfred Capus, Théâtre des Variétés

### Lender dansant le pas du Boléro, dans « Chilpéric » (1895)

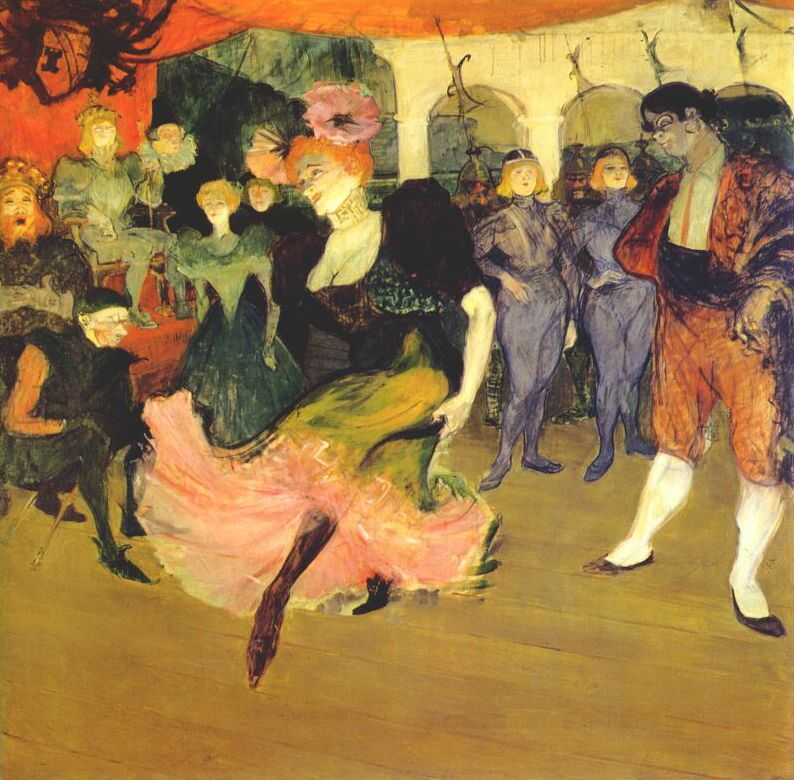
Lender dansant le pas du Boléro, dans « Chilpéric » (1895).

### Mlle Marcelle Lender, en buste (1895)

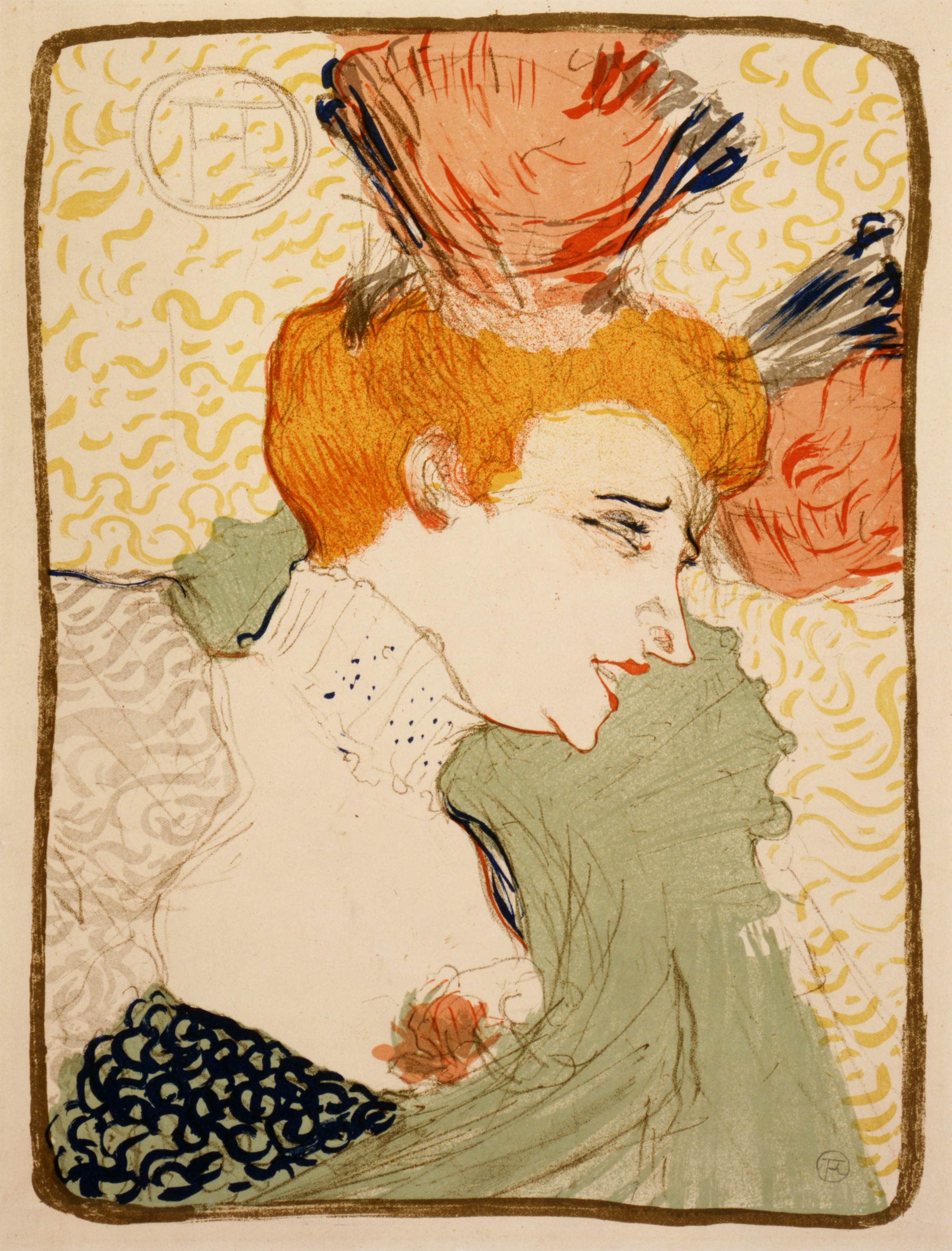
Mlle Marcelle Lender, en buste (1895).